# Uhlsport
Uhlsport producerer udstyr til brug ved fodbold. Virksomheden grundlagdes af møbelsnedker Uhl i 1948 og startede med produktion af knopper til fodboldstøvler. Den nuværende produktserie indeholder bl.a. knopper, målmandshandsker, benskinner, fodboldstøvler mv.
Uhlsports målmandsudstyr bruger patenterede latex- og "supportframe"-teknologier. I handskeserien indgår også handsker, hvor gribeevnen betydeligt forbedres ved våde handsker – f.eks. ved regnvejr. Handskerne er ikke så populære som andre produkter i Storbritannien, men på det europæiske kontinent er de blandt de mest brugte.

## Historie
Virksomheden grundlagdes af møbelsnedker Uhl i 1948 og startede med produktion af knopper til fodboldstøvler. I 1953 udvidedes produktionen til også at omfatte såler til fodboldstøvler, og Uhlsport blev en førende leverandør på dette område. Fra 1968 begyndte målmænd så småt at bruge målmandshandsker, dette førte til at målmandshandsker fik en fremtrædende plads hos Uhlsport fra ca 1970. I 1995 introducerede Uhlsport fodboldstøvler, og havde således nu et fuldt udstyrstilbud til fodboldspillere.

## Sponsorater

### Klubhold
Uhlsport sponsorerer i øjeblikket bl.a. dragter til følgende klubhold:
- Belasitsa Petrich
- Beroe Stara Zagora
- CSKA Sofia
- Levski Sofia
- Spartak Varna
- Alki Larnaca
- Onissilos Sotiras FC
- SK Dynamo Ceské Budejovice
- Silkeborg I.F.
- Hvidovre IF
- Ajax Lasnamäe
- FC Merkuur Tartu
- SC Bastia
- WIT Georgia
- MSV Duisburg
- Persepolis
- UTA Arad
- Pandurii Târgu-Jiu
- FC Brasov
- Espanyol Barcelona

### Landshold
Uhlsport sponsorerer i øjeblikket bl.a. dragter til følgende landshold:
- Jamaica
- Lesotho
- Iran
- Samoa

### Danske målmænd
Uhlsports målmandshandsker benyttes i Danmark bl.a. af følgende divisionsmålmænd :
- Jesper Christiansen
- Lars Winde
- Arek Onyszko
- Søren Jochumsen
- David Preece
- Theis F. Rasmussen
- Anders Rasmussen
- Morten Kjærbye
- Jimmy Nielsen